# Espai de creació
Els espais de creació en l'àmbit de biblioteques i centres de documentació, són espais i serveis que habitualment es poden trobar a biblioteques públiques pensats per oferir als usuaris la possibilitat de crear objectes, eines o altres productes a partir de diversos elements: principalment recursos físics, accés a informació i tecnologia (impressores 3D, dispositius d'àudio o de vídeo o materials per a treballs manuals traditionals). Si bé a les biblioteques públiques catalanes hi ha espais que responen de forma àmplia a aquesta idea o similar, és a les biblioteques nord-americanes on s'inicia aquesta nova oferta d'espais com a tal.
El primer exemple entès com a tal és el de la Fayetteville Free Library, a la ciutat de Fayetteville, a l'Estat de Nova York. La creació d'aquesta mena d'espais deriva de la cultura i moviment 'fes-t'ho tu mateix' (Do It Yourself en anglès), que preconitzava, entre d'altres, la necessitat que les biblioteques tinguessin programes i espais orientats a la creació de recursos propis manufacturats i a la lliure experimentació. L'any 2015 el New Media Consortium es refereix al seu informe Horizon Report: 2015 Library Edition, com una de les tendències que les biblioteques adoptaran de forma generalitzada en un breu espai de temps (aproximadament 1 any).